# ميك هيل (لاعب كرة قدم)
ميك هيل (بالإنجليزية: Mick Hill)‏ (3 ديسمبر 1947 بهيرفورد في المملكة المتحدة - 23 يونيو 2008) هو لاعب كرة قدم بريطاني في مركز الهجوم. شارك مع منتخب ويلز لكرة القدم. أما مع النوادي، فقد لعب مع إيبسويتش تاون وشيفيلد يونايتد وكريستال بالاس ونادي بلاكبول وBethesda Athletic F.C. ‏ ونادي مدينة كيب تاون ‏ ونادي ديربن سيتي.